# Hexamitocera vittata
Hexamitocera vittata är en tvåvingeart som beskrevs av Daniel William Coquillett 1898. Hexamitocera vittata ingår i släktet Hexamitocera och familjen kolvflugor. Inga underarter finns listade i Catalogue of Life.